# Al-Latamina
Al-Latamina (arab. ‏اللطامنة‎, fr. Latamné) – miejscowość w Syrii, w muhafazie Hama. W spisie z 2004 roku liczyła 16 267 mieszkańców.

## Historia
Miejsce było zamieszkane już w starożytności, co potwierdziły wykopaliska przeprowadzone w 1965 roku.
Podczas wojny w Syrii, 12 grudnia 2012 Al-Latamina została zajęta przez rebeliantów. Syria odzyskała kontrolę nad tą miejscowością 23 sierpnia 2019.